# Fox Life
Fox Life – kanał telewizyjny, który był skierowany głównie do dorosłej publiczności. Stacja prezentowała najnowsze seriale, reality show oraz filmy wyprodukowane głównie w Stanach Zjednoczonych i Wielkiej Brytanii. 16 stycznia 2015 roku Fox Life zmienił nazwę na Fox Comedy.

## Emisja

### Polska
Stacja pojawiła się w Polsce 4 stycznia 2007 roku. Na początku jej sygnał dostępny był wyłącznie dla widzów Cyfrowego Polsatu, jednak jak zapowiadał nadawca, prowadził on negocjacje z największymi operatorami kablowymi w kraju, a także z konkurencyjnymi platformami cyfrowymi. 10 września 2007 Fox Life został dołączony do pakietu komfortowego Cyfry+.
Kanał Fox Life nadawał zarówno znane kultowe seriale (m.in. Chirurdzy), a także premierowe odcinki głośnych seriali, jak Brzydula Betty i Gotowe na wszystko. W swojej ofercie stacja posiadał również seriale poruszające tematykę obyczajową i społeczną, przez niektórych uważane za kontrowersyjne (jak serial o lesbijkach Słowo na L). Kanał nadawał 18 godzin dziennie.
Z powodu niskiej oglądalności emisja kanału w Polsce została zakończona, a 16 stycznia 2015 roku kanał przekształcił się w stację FOX Comedy.

### Pozostałe państwa
W każdym kraju zawartość programowa kanału jest inna i dostosowana do potrzeb lokalnego rynku. Na przykład we Francji kanał ten jest adresowany przede wszystkim do kobiet i wprowadza swoich widzów w świat uczuć, namiętności, intryg i dramatu. W Polsce był on przygotowywany jako kanał filmowy dla entuzjastów seriali, które podbiły cały świat. Kanał Fox Life nadaje m.in. we Włoszech, w Japonii, Francji, Turcji, Portugalii, Bułgarii, krajach Beneluksu oraz w Ameryce Łacińskiej.

## Oferta programowa Fox Life

### Seriale
- 90210
- Agenci miłości
- Agent w spódnicy
- Ale jazda!
- Ally McBeal
- Anatomia prawdy
- Bracia i siostry
- Brzydula Betty
- Chirurdzy
- Cień anioła
- Cougar Town: Miasto kocic
- Cumbia Ninja
- Czarodziejki
- Czarownice z East Endu
- Czas na Briana
- Czas prawdy
- Czysta krew
- Detektyw King
- Dirt
- Dochodzenie
- Doktor Hart
- Ekipa
- Eli Stone
- Fashion House: Kobiety na krawędzi
- Fenomen żonatego faceta
- Fuks
- Gotowe na wszystko
- Happy Town
- Hope i Faith
- Jess i chłopaki
- Jordan
- Kancelaria adwokacka
- Karolina w mieście
- Kevin Hill
- Kim jest Samantha?
- Kochanki
- Las Vegas
- Lista ex
- Mad Men
- Magia kłamstwa
- Matrioszki
- Mental: Zagadki umysłu
- Miss Guided
- Moje chłopaki
- Mów mi swatka
- Nie zadzieraj z zołzą spod 23
- NY-LON
- Ocalić Grace
- Off the Map: Klinika w tropikach
- Ostatnia godzina
- Ostry dyżur
- Pani prezydent
- Pokojówki z Beverly Hills
- Porozmawiaj ze mną
- Portret zabójcy
- Poślubione armii
- Providence
- Powrót na October Road
- Prawdziwe powołanie
- Prawie doskonali
- Prywatna praktyka
- Punkt krytyczny
- Rita daje czadu
- Sekretny dziennik call girl
- Seks, kasa i kłopoty
- Skandal
- Skazani za niewinność
- Słowo na L
- Summerland
- Szczęśliwy los
- Sześć stóp pod ziemią
- Szkarłatna wdowa
- Świat według Mindy
- Świętoszki z Dallas
- Tajemnice Palm Springs
- Tancerki
- The Gates: Za bramą tajemnic
- The Listener: Słyszący myśli
- Twisted: W kręgu podejrzeń
- Wariackie przypadki
- Will i Grace
- Zabójczy instynkt
- Zabójczynie
- Zaginiona
- Zaklinacz dusz
- Zemsta
- Żona na pokaz

### Programy Reality Show
- Abbey i Janice
- America’s Next Top Model
- Bitwa na style
- Bogate życie w New Jersey
- Bromance
- Być jak gwiazda
- Chłopaki do ogarnięcia
- Coś tu się kroi
- Dirty Dancing
- Dirty Dancing UK
- Gej-radar
- Gej, zajęty czy do wzięcia?
- Got To Dance: Wytańczyć marzenia
- Gwiazdy pod lupą
- Joe Milioner
- Miłosna szkoła przetrwania
- Myślisz, że umiesz tańczyć?
- Opowieści miłosne
- Pierwszy rok po ślubie
- Podróże kulinarne z Gwyneth Paltrow
- Projektanci
- Projektanci na start
- Proste życie
- Rosjanie jakich nie znacie
- Sekrety rodzinne gwiazd
- Stylista
- Stylowe rewolucje Goka
- Tańcz i zwyciężaj
- Top Chef
- Top Chef: Desery
- Top Model. Edycja brytyjska
- W stylu gwiazd
- Wytańczyć marzenia. Edycja amerykańska
- X Factor
- Żona dla milionera
- Życie gwiazd

### Filmy
- Ich oczy oglądały Boga